# Caledonia (Mississippi)
Caledonia é uma cidade  localizada no estado americano de Mississippi, no Condado de Lowndes.

## Demografia
Segundo o censo americano de 2000, a sua população era de 1015 habitantes. 
Em 2006, foi estimada uma população de 970, um decréscimo de 45 (-4.4%).

## Geografia
De acordo com o United States Census Bureau tem uma área de 
7,3 km², dos quais 7,3 km² cobertos por terra e 0,0 km² cobertos por água. Caledonia localiza-se a aproximadamente 102 m acima do nível do mar.

## Localidades na vizinhança
O diagrama seguinte representa as localidades num raio de 28 km ao redor de Caledonia. 